# Île du Gouverneur
Ne doit pas être confondu avec Ilha do Governador ou Governors Island.
L'île du Gouverneur est une île rocheuse de l'archipel de Pointe-Géologie (terre Adélie), situé en mer Dumont-d'Urville au large du continent antarctique.

## Description
L'île du Gouverneur est une île mi-rocheuse, mi-glaciaire située dans la baie Pierre-Lejay, dans le sud-ouest de l'archipel de Pointe-Géologie. Le cap Sud de l'île ne se trouve qu'à 2 km du continent antarctique, face au cap André-Prud'homme,.
Longue de 750 m sur 400 de large, avec ses 0,22 km2 de superficie, elle est presque aussi étendue que l'île des Pétrels, la plus grande île de l'archipel, à 2 km au nord-est. L'île du Gouverneur culmine au mont Alfred-Faure (26 m).

## Histoire
L'île a été identifiée sur les photos aériennes prises par l'US Navy lors de l'opération Highjump en 1946-1947, puis cartographiée en 1950 par la 3e expédition antarctique française en terre Adélie (TA 3). 
L'île tient son nom du titre du chef d’expédition André-Frank Liotard, qui y séjourna plusieurs jours sous tente durant le raid d'exploration de l'archipel en octobre 1950. Dans son Journal, Liotard note à la date du 15 octobre 1950 : « [...] Nous allons à 2 ou 3 km à l'W-SW où nous trouvons un excellent lieu de campement. Mes yeux me font mal. [...] » Avec deux compagnons, Liotard venait de quitter le groupe de géodésie qui avait dressé sa tente sur l'île des Pétrels. L'« excellent lieu de campement » est l'île du Gouverneur. Liotard, qui commençait à souffrir d'ophtalmie des neiges, fut contraint à l'inaction dans sa tente quatre jours durant. Il ne put participer à la découverte de la rookerie de manchots empereurs qui eut lieu le 16 octobre.
L'île étant située à mi-distance entre l'île des Pétrels et le continent, une caravane y a été installée pour servir de refuge en cas de débâcle ou de blizzard impromptu.